# Джозеф Демпсі
Джозеф Демпсі (англ. Joseph Dempsey, 12 жовтня 1875 — 7 серпня 1942) — американський академічний веслувальник.
Олімпійський чемпіон 1904 року в складі вісімки.